# 155ª Brigata meccanizzata "Anna di Kiev"
La 155ª Brigata meccanizzata autonoma "Anna di Kiev" (in ucraino 155-та окрема механізована бригада імені Анни Київської?, 155-ta okrema mechanizovana bryhada imeni Anny Kyїvs'koї, unità militare A5001) è un'unità di fanteria meccanizzata delle Forze terrestri ucraine, subordinata al Comando operativo "Ovest" e con base a Mala Ljubaša nell'oblast' di Rivne.

## Storia

### Formazione e addestramento

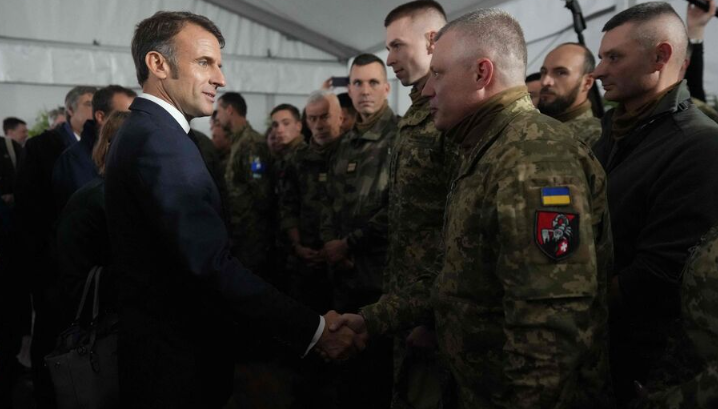
Il presidente francese Emmanuel Macron in visita alla brigata, 8 ottobre 2024

La brigata è stata costituita il 1º marzo 2024 e ha iniziato ad essere formata durante la primavera per contribuire alla difesa contro una potenziale offensiva estiva russa. Il 28 giugno la creazione dell'unità è stata ufficialmente annunciata e ne è stato presentato lo stemma, che rappresenta uno scorpione con lo stemma dell'oblast' di Rivne, regione di provenienza della brigata. A causa della mancanza di sufficienti veicoli corazzati, le nuove 5 brigate (155ª, 156ª, 157ª, 158ª e 159ª) sono state inizialmente costituite come unità di fanteria invece che meccanizzate. Tuttavia a settembre la 155ª Brigata è stata riorganizzata come unità meccanizzata grazie all'equipaggiamento pesante fornito dalla Francia, comprendente 128 veicoli trasporto truppe VAB, 18 semoventi d'artiglieria CAESAR e 18 AMX-10RC, e 2300 soldati sono stati quindi inviati nella regione francese del Grande Est per essere addestrati. La brigata è stata intitolata ad Anna di Kiev, moglie del re di Francia Enrico I, e ha adottato come motto la celebre frase del generale francese Robert Nivelle "Non passeranno!" (in ucraino "Вони не пройдуть!"?). Il battaglione corazzato ha ricevuto in dotazione i carri armati Leopard 2A4 ed è stato inviato in Polonia per addestrarsi con i veicoli della 10ª Brigata corazzata del Wojska Lądowe sotto la supervisione di istruttori norvegesi. Alla fine di novembre i reparti della brigata all'estero hanno completato l'addestramento e sono tornati in Ucraina.

### Dispiegamento
All'inizio di dicembre 2024 la brigata è stata impiegata in combattimento per la prima volta, venendo schierata sul fronte di Pokrovs'k per difendere il settore dall'offensiva condotta dalla 90ª Divisione corazzata delle guardie e numerose altre unità russe. Secondo quanto riferito, ha subito gravi perdite durante i primi giorni di combattimento.
Il 31 dicembre 2024 è stato reso noto che l'Ufficio Investigativo Statale ucraino ha avviato un procedimento legale sulle circostanze relative alla formazione della brigata, dalla quale oltre 50 soldati hanno disertato durante l'addestramento in Francia. La costituzione dell'unità è risultata caotica sotto molti aspetti, e fra luglio e agosto 2024 circa 2500 militari sono stati riassegnati per rinforzare altre brigate. Perciò a settembre nuove reclute sono state inviate in Francia, e al loro ritorno in Ucraina la brigata è stata impiegata in combattimento a fianco di unità esperte, come la 25ª Brigata aviotrasportata e la 68ª Brigata cacciatori, le quali affrontavano una carenza di personale di fanteria. L'inchiesta aveva l'obiettivo di mettere in evidenza i problemi nell'approccio del comando ucraino con la formazione di nuove brigate invece di reindirizzare il personale disponibile verso unità già esistenti. Secondo un report, fra ottobre e novembre sono stati oltre 700 i soldati della brigata che si sono assentati durante il servizio, mentre nella prima settimana di dicembre sono stati 198.
Il 3 gennaio 2025, in seguito a una riunione dello stato maggiore ucraino con il presidente Zelens'kyj, diversi comandanti della brigata sono stati sospesi o rimossi dall'incarico e al loro posto sono stati nominati ufficiali esperti e di comprovata competenza, con l'obiettivo di riorganizzare i reparti nel frattempo impiegati in combattimento. Nel frattempo alcuni suoi battaglioni sono stati distaccati e assegnati a brigate già impegnate nella difesa di Pokrovs'k, seguiti dai reparti rimasti sotto il controllo diretto del comando di brigata. Nei mesi successivi la brigata ha operato al fronte con crescente successo, ripristinando la propria capacità operativa e contribuendo a fermare l'offensiva russa in direzione di Pokrovs'k. Ad aprile ha ricevuto un nuovo stemma, la cui simbologia richiama la collaborazione franco-ucraina nella costituzione dell'unità, e un nuovo motto.

## Struttura
- Comando di brigata[21]
- 1º Battaglione meccanizzato
- 2º Battaglione meccanizzato
- 3º Battaglione meccanizzato
- Battaglione fanteria motorizzata
- 1º Battaglione fucilieri
- 2º Battaglione fucilieri
- Battaglione corazzato (Leopard 2A4)
- Battaglione sistemi senza pilota "Manticora"
- Gruppo d'artiglieria
  - Batteria acquisizione obiettivi
  - Battaglione artiglieria campale
  - Battaglione artiglieria semovente (CAESAR)
  - Battaglione artiglieria lanciarazzi
  - Battaglione artiglieria controcarri (MILAN)
- Battaglione artiglieria missilistica contraerei (Mistral)
- Battaglione genio
- Battaglione manutenzione
- Battaglione logistico
- Compagnia ricognizione (AMX-10RC)
- Compagnia comunicazioni
- Compagnia radar
- Compagnia difesa NBC
- Compagnia medica

## Comandanti
- Colonnello Dmytro Rjumšyn (marzo 2024 - novembre 2024)[22]
- Tenente colonnello Oleh Kosovs'kyj (novembre 2024 - dicembre 2024) ad interim[23]
- Colonnello Taras Maksimov (dicembre 2024 - in carica)[24]